# San Luis (Peru)
A cidade peruana de San Luis é a capital da Província de Carlos Fermín Fitzcarrald, situada no Departamento de Ancash, pertencente a Região de Ancash, Peru.